# اسکی

اسکی بازان آلپاین

اسکی یا برف‌سُری (یا لَغژه‌سواری به فارسی تاجیکستان) به عنوان یک وسیله رفت و آمد، عمری به قدمت انسان دارد ولی به عنوان ورزش فعالیتی به‌شمار می‌آید که در کشورهای شمال اروپا از حدود ۳۰۰ سال پیش آغاز شده‌است.

## تاریخچه اسکی در جهان[۲]
آنچه که از نوشته‌های بروکوپ مورخ یونانی بر می‌آید در قرن پنجم میلادی تخته‌های خمیده به منظور حرکت بر روی برف متداول بوده‌است. تاریخ نویسان قدیم یونان از کتاب‌های خود از نژادی موسوم به (اسکیدفینار) نام می‌برند که به نام قوم «فین» در جنوب اروپا و قسمتی از آسیا به قبیله‌های مختلفی تقسیم شده بودند و در نتیجه اختلافاتی بین آنان حکم فرما بود. عده ای از آنها با استفاده از تخته‌های نوک برگشته که می‌توانستند با آن روی برف راه بروند علیه عده ای دیگر که از این فن اطلاعی نداشتند قیام کردند و حریف را شکست می‌دادند.
با مراجعه به این قبیل مدارک به نظر می‌رسد که در بین کشورهای شمالی و سردسیر شاید فنلاند از این حیث در ردیف اول قرار داشته باشد؛ زیرا در قدیم این کشور را (اسکایافینی) یا (اسکیدفینی) می‌نامیدند. اگر به دقت نقشه سرزمین فنلاند را ملاحظه کنیم، خواهیم دید که بعضی شهرهای آن هنوز به نام (اسکیدفینا) و (اسکریفیا) نامیده می‌شود. در سال ۱۸۴۲ برای اولین بار یکی از مجلات فرانسوی مطلبی در مورد اسکی نگاشته بود که بخشهایی از آن به شرح زیر است:
"اسکی یا زیرکفش نروژی‌ها و لایونی‌ها عبارت است از تخته‌های سبکی که طول آنها گاهی به دو متر می‌رسد ولی عرض آنها از پهنای پنجه پا تجاوز نمی‌کند. نوک آنها برگشته و به انتهای تیزی ختم می‌شود. ضخامت تخته در وسط آن که محل قرار دادن پا به‌شمار می‌آید، دو برابر سایر نقاط است. پا داخل کفشی کلفت و ضخیم قرار می‌گیرد که توسط بندهای چرمی محکمی در جایگاه خود به اسکی ثابت می‌شود.
اسکی بازان چوب‌های بلندی به طول یک متر و نیم به نام (اسکیستاو) یا باتوم در دست می‌گیرند که منتهی الیه تحتانی آن به نوک آهنین تیزی ختم می‌شود و کمی بالاتر از آن حلقه بزرگی از فلز یا چوب قرار دارد که توسط تسمه‌های محکمی به چوب اسکی متصل شده‌است و مانع فرورفتن باتون در برف می‌گردد. عمل این باتوم‌ها حفظ تعادل بدن هنگام اجرای حرکات مختلف و تشدید سرعت است."

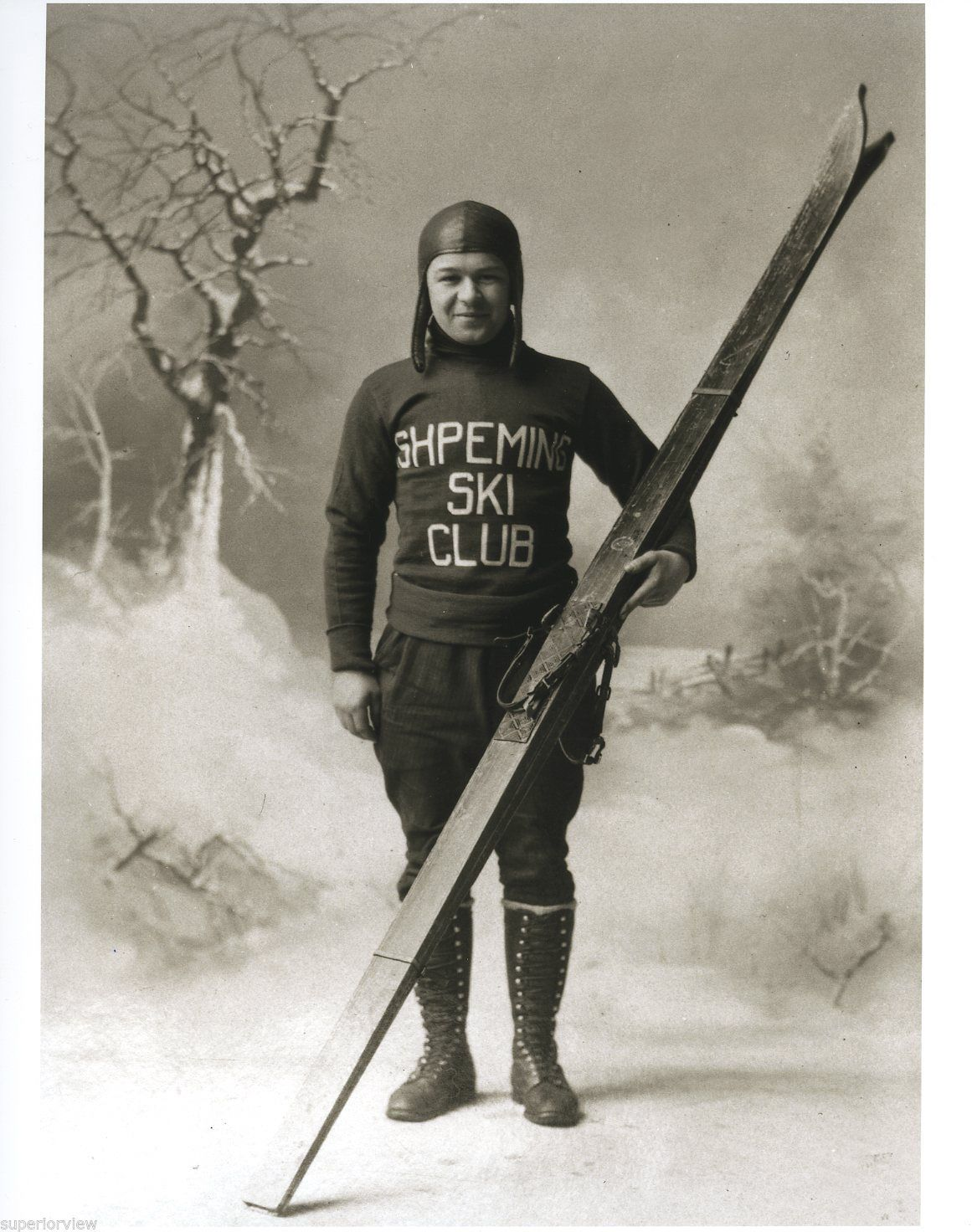
یک ورزشکار رشته اسکی پرش در گذشته

کلمه «اسکی» از زبان دانمارکی اخذ شده و بعضی‌ها اصل آن را مربوط به زبان آریایی می‌دانند. برای مثال اسکی را به زبان نروژی (آاندر) و به زبان سوئدی (لوزوا) می‌نامند که مبدأ تمام این واژه‌ها کلمات آریایی است. امروزه ثابت شده که اسکی را در هفده قرن پیش می‌شناخته‌اند. در سال ۱۸۵۵ ستوان یکم (ویدمن) از اکیپ شکارچیان پیاده اولین کسی بود که پس از مطالعات زیاد دستور داد اسکی‌های او را از چوب زبان‌گنجشک بسازند چون این چوب بسیار محکم و بادوام و سبک است و حالا هم در بعضی از کارخانجات اسکی سازی برای ساختن اسکی از چوب مزبور استفاده می‌کنند.
در سال ۱۷۶۵ نخستین کتاب اسکی در نروژ منتشر شد. موضوع کتاب تمرینات مختلف اسکی و مراحلی بود که سربازان باید آن را طی می‌کردند تا به کسب مدال مفتخر شوند. عبور فریدیوف نانسن نروژی در ۱۸۸۸ از جنوب گرینلند به شمال این سرزمین، بسیاری را با این ورزش آشنا و به آن راغب کرد. وی با استفاده از اسکی موفق شد طی ۴۶ روز طول این جزیره پر از یخ و برف را طی کند. از سال ۱۸۷۰ کشورهای منطقه آلپ برای ورزش به اسکی توجه کردند. در سال ۱۸۹۳ نخستین مسابقات در آلمان برگزار شد و اولین باشگاه اسکی شکل گرفت.
پس از آن در مدت کوتاهی فدراسیونهای اسکی کشورهای مختلف تأسیس شد از جمله روسیه (۱۸۹۶)، چکسلواکی (۱۹۰۳)، آمریکا (۱۹۰۴)، اتریش و آلمان (۱۹۰۵)، نروژ و فنلاند و سوئد (۱۹۰۸).

## تشکیل فدراسیون بین‌المللی اسکی (FIS)
با تأسیس فدراسیون اسکی نروژ در ۱۹۰۸ مسئله تشکیل فدراسیون بین‌المللی اسکی مطرح شد. سال بعد هنگام برگزاری مراسم اختتامیه مسابقات «مورز» مربی تیم نروژ تأسیس فدراسیون بین‌المللی اسکی را پیشنهاد کرد که با استقبال ورزشکاران تیم‌های شرکت‌کننده همراه بود. ماه بعد نامه‌ای از طرف فدراسیون اسکی نروژ برای مسئولان اسکی یازده کشور اروپایی به این مضمون ارسال شد:
«خوشبختانه طی ۱۰ سال گذشته ورزش اسکی به سرعت در بسیاری از کشورها در حال گسترش است. بدین لحاظ تصور می‌کنیم وقت آن رسیده که یک فدراسیون بین‌المللی اسکی به ویژه برای تدوین مقررات هماهنگ برای مسابقات پرش و حل مساله آماتوریسم تشکیل شود. ما مطمئنیم که نمایندگان شما در مسابقات هولمن کول (نروژ) حضور خواهند داشت. بدین لحاظ پیشنهاد می‌کنیم که مجمع اسکی در طول مسابقات در اینجا برگزار شود.»
۱۰ کشور (آلمان، اتریش، بوهم، اسپانیا، فرانسه، انگلستان، اسکاتلند، نروژ، سوئیس، چکسلواکی) این دعوت را پذیرفتند و در ۱۸ فوریه ۱۹۱۰ در منطقه کریستیا کشور نروژ به مذاکره نشستند که نتیجه آن برپایی کمیسیون بین‌المللی اسکی بود.
پیش از پایان سال ۱۹۱۰ مقررات به رشته تحریر درآمد و دومین مجمع با شرکت ۹ کشور در استکهلم برگزار شد. در این مجمع مقررات پیشنهادی مورد بحث قرار گرفت و پس از تغییرات نخستین مقررات مسابقات بین‌المللی به تصویب رسید. از آن پس تا ۱۹۱۴ هر ساله یک مجمع تشکیل شد. مسائل مطروحه در این مجامع عمدتاً حول آماتوریسم، مقررات مسابقات بین‌المللی و وارد کردن ورزش‌های زمستانی در بازی‌های المپیک بود.
جنگ جهانی اول مسابقات بین‌المللی اسکی و مجامع را متوقف کرد، تا آنکه مجدداً در ۱۹۱۹ از شش کشور اروپایی ۲۰ نماینده در استکهلم دور هم جمع شدند و ششمین مجمع کمیسیون بین‌المللی اسکی را تشکیل دادند. بحث داغ این مجمع حضور اسکی در بازیهای المپیک بود که هنوز مورد موافقت کمیته بین‌المللی المپیک قرار نگرفته بود.
هشتمین مجمع کمیسیون بین‌المللی نقطه عطفی در تاریخ رویدادهای بین‌المللی اسکی به‌شمار می‌آید. این مجمع که در طول مسابقات موسوم به هفته بین‌المللی ورزش‌های زمستانی در ۱۹۲۴ در شامونی فرانسه برگزار شد، از دو نظر حائز اهمیت بود. نخست آن که مسابقات برگزار شده در این هفته نخستین مسابقات المپیک زمستانی محسوب شد، دوم آن که در این مجمع به اتفاق آرای نمایندگان ۱۴ کشور شرکت‌کننده کمیسیون بین‌المللی اسکی به فدراسیون بین‌المللی اسکی تبدیل شد و نام FIS (مخفف جمله فرانسوی La Federation Internationale de ski)به تصویب رسید.
در سال‌های آغازین تأسیس FIS موضع برتر کشورهای اسکاندیناوی به خوبی مشهود بود. در اساسنامه‌های آن سال‌ها تأکید می‌شد که در شورای فدراسیون بین‌المللی اسکی باید نمایندگان فنلاند، نروژ و سوئد حتماً حضور داشته باشند اما پراکندگی افراد عضو در سال‌های بعد تعادل بیشتری پیدا کرد.

## تاریخچه اسکی در خاورمیانه
پس از جنگ جهانی دوم، اسکی در منطقه خاورمیانه نیز رواج یافت و بیشتر در ارتش و به منظور هدف‌های نظامی گسترش پیدا کرد. از این رو نخستین قهرمانان اسکی این منطقه نظامیان بودند یا هر فرد دیگری که به مقام قهرمانی می‌رسید پس از مدت کوتاهی جذب ارتش می‌شد. در ایران نخستین مسابقات اسکی در ۱۳۱۷ خورشیدی برگزار شد و تأسیس فدراسیون اسکی نیز در ۱۳۲۵ صورت گرفت. تشکیل فدراسیون اسکی ترکیه در ۱۹۳۶ میلادی، لبنان در ۱۸۴۸، قبرس در ۱۹۴۷ و یونان در ۱۹۳۰ بود.